# Marlena Ertman
Marlena Ertman (ur. 16 lipca 1989 we Włocławku) – polska wioślarka, wielokrotna medalistka mistrzostw Polski.

## Osiągnięcia
- Mistrzostwa Europy – Ateny 2008 – ósemka – 5. miejsce[2].
- Mistrzostwa Świata – Poznań 2009 – ósemka – 7. miejsce[2].
- Mistrzostwa Europy – Brześć 2009 – ósemka – 5. miejsce[2].
- Mistrzostwa Polski w wioślarstwie w 2008 r. - srebrny medal w czwórkach bez sternika i srebrny medal w ósemkach[1].